# Everybody's Fool
Everybody's Fool is de vierde en laatste single van het album Fallen van Evanescence. Volgens zangeres Amy Lee gaat het nummer over beroemdheden die er alles aan doen om in de schijnwerpers te staan, wat in een leven vol nep resulteert.
Nadat Evanescence zijn derde Fallen-single, My Immortal, uitgebracht had, was er weinig nieuws rond de band. Volgens geruchten zou Imaginary de laatste single worden. Dit was een van de eerste songs van Evanescence en was een favoriet van de fans uit hun thuisbasis, Little Rock. De eerste versie van Imaginary stond op Evanescence EP, uitgebracht in 1998, en was bedoeld als vierde en laatste single, maar omdat Wind-Up, de platenmaatschappij van de band, anders besloot, werd toch Everybody's Fool de vierde single.
De demoversie van Everybody's Fool had een andere brug (met een metaalachtige stem, iets wat ook in Understanding werd gebruikt).
In de videoclip speelt zangeres Amy Lee een actrice/model die reclame maakt voor verschillende producten van een bedrijf genaamd 'LIES'. In een interview op MuchOnDemand zei Lee dat dit haar minst favoriete clip was.

## Tracklist
Cd-single (Europese versie)
1. "Everybody's Fool" (albumversie)
2. "Taking Over Me" (live vanuit Cologne)
3. "Whisper" (live vanuit Cologne)
4. "Everybody's Fool" (instrumentale versie)

## Trivia
- De Schotse worstelaar Jay Phoenix gebruikt dit nummer als intromuziek.
- Aan het einde van het 5e seizoen van Flikken Maastricht werd dit nummer gebruikt.